# Iskandar Ammoun
Pour les articles homonymes, voir Ammoun.
Iskandar Ammoun (1857-1920) est un juriste, écrivain et homme politique ottoman.

## Biographie
Iskandar Ammoun est le frère de Daoud Ammoun, également une figure politique et littéraire éminente.
Membre du Parti ottoman pour la Décentralisation administrative, il a occupé le poste de vice-président de cette formation politique. Il est président de l'Alliance libanaise d'Égypte.
Parmi ses contributions littéraires, il a traduit en arabe des œuvres notables telles que "Merveilles biographiques et historiques, ou Chroniques du cheik Abd-el-Rahman el-Djabarti" en 1888, et "Voyage au centre de la Terre" de Jules Verne. 
Il est décédé en 1920 au Caire.

## Œuvre

### Traductions
- Merveilles biographiques et historiques, ou Chroniques du cheik Abd-el-Rahman el-Djabarti (1888), de Abd al-Rahman al-Jabarti
- Voyage au centre de la terre (1864), de Jules Verne